# I liga seria A polska w piłce siatkowej kobiet (2003/2004)
I liga seria A polska w piłce siatkowej kobiet 2003/2004 - 68. edycja rozgrywek o mistrzostwo polski w piłce siatkowej kobiet.

## System rozgrywek
- Etap I - dwurundowa faza zasadnicza przeprowadzona w formule ligowej, systemem kołowym (tj. "każdy z każdym - mecz i rewanż").
- Etap II - faza play-off. 2 rundy.

## Drużyny uczestniczące
| \| \| Uczestnicy I liga seria A 2003/2004 \| \| \| \| --------------------------------------------------------------------------------------------------------------------------------------------------------------------------------- \| ----------------------------------- \| ---- \| --- \| \| BIE \| BKS Stal Bielsko-Biała \| 1 \| LM \| \| POZ \| Danter AZS AWF Poznań \| 2 \| \| \| KAL \| Winiary Kalisz \| 3 \| \| \| MIE \| TeleNet Autopart Mielec \| 4 \| CEV \| \| BYD \| GCB Adriana Bydgoszcz \| 5 \| \| \| PIŁ \| PTPS Nafta Gaz Piła \| 6 \| PTT \| \| WRO \| Gwardia Wrocław \| 7 \| \| \| WAR \| Skra Warszawa \| 8[a] \| \| \| GDA \| Energa Gedania Gdańsk \| 9 \| \| \| \| Awans z serii B \| \| \| \| MUS \| Muszynianka Muszyna \| 1 \| \| \| Oznaczenia: - kolumna pierwsza – skróty nazw drużyn wpisane na mapie (jeśli ta została zamieszczona), - kolumna trzecia – miejsce zajęte przez daną drużynę w poprzednim sezonie. \| \| \| \| | BIEPOZKALMIEBYDPIŁWROWARMUSGDA Lokalizacja klubów grających w I lidze 2003/2004 |   |     |
| | Uczestnicy I liga seria A 2003/2004                                             |   |     |
| BIE | BKS Stal Bielsko-Biała                                                          | 1 | LM  |
| POZ | Danter AZS AWF Poznań                                                           | 2 |     |
| KAL | Winiary Kalisz                                                                  | 3 |     |
| MIE | TeleNet Autopart Mielec                                                         | 4 | CEV |
| BYD | GCB Adriana Bydgoszcz                                                           | 5 |     |
| PIŁ | PTPS Nafta Gaz Piła                                                             | 6 | PTT |
| WRO | Gwardia Wrocław                                                                 | 7 |     |
| WAR | Skra Warszawa                                                                   | 8 |     |
| GDA | Energa Gedania Gdańsk                                                           | 9 |     |
| | Awans z serii B                                                                 |   |     |
| MUS | Muszynianka Muszyna                                                             | 1 |     |
| Oznaczenia: - kolumna pierwsza – skróty nazw drużyn wpisane na mapie (jeśli ta została zamieszczona), - kolumna trzecia – miejsce zajęte przez daną drużynę w poprzednim sezonie. |                                                                                 |   |     |

## Rozgrywki

### Faza zasadnicza

#### Tabela wyników
| Gospodarz \ Gość1       | BIE | KAL | PIŁ | MIE | BYD | WRO | MUS | POZ | GDA |
| ----------------------- | --- | --- | --- | --- | --- | --- | --- | --- | --- |
| BKS Stal Bielsko-Biała  | -   | 3:0 | 3:0 | 3:0 | 3:1 | 1:3 | 1:3 | 3:0 | 3:0 |
| Winiary Kalisz          | 2:3 | -   | 3:0 | 3:1 | 3:0 | 3:0 | 3:0 | 3:0 | 3:0 |
| PTPS Nafta Gaz Piła     | 3:2 | 2:3 | -   | 2:3 | 3:2 | 3:0 | 3:1 | 1:3 | 3:1 |
| TeleNet Autopart Mielec | 2:3 | 3:1 | 0:3 | -   | 3:1 | 3:0 | 3:1 | 3:1 | 3:0 |
| GCB Adriana Bydgoszcz   | 2:3 | 2:3 | 0:3 | 3:2 | -   | 3:1 | 3:0 | 3:0 | 3:0 |
| Gwardia Wrocław         | 0:3 | 1:3 | 0:3 | 3:2 | 2:3 | -   | 3:1 | 3:2 | 3:0 |
| Muszynianka Muszyna     | 0:3 | 3:1 | 1:3 | 0:3 | 3:2 | 0:3 | -   | 3:2 | 3:0 |
| AZS AWF Poznań          | 0:3 | 1:3 | 1:3 | 0:3 | 3:0 | 2:3 | 3:0 | -   | 2:3 |
| Energa Gedania Gdańsk   | 1:3 | 1:3 | 0:3 | 2:3 | 0:3 | 3:1 | 1:3 | 1:3 | -   |

Źródło: http://wyniki.siatka.org/ligi-polskie/2003-2004/seria-a-kobiet/runda-zasadnicza/all
1 Drużyna gospodarzy jest wymieniona po lewej stronie tabeli.
Kolory:
  zwycięstwo gospodarzy 3:0 lub 3:1
  zwycięstwo gospodarzy 3:2
  zwycięstwo gości 3:0 lub 3:1
  zwycięstwo gości 3:2

#### Tabela
| Lp. | Drużyna                 | Pkt | Mecze | Mecze | Mecze | Rodzaj wyniku | Rodzaj wyniku | Rodzaj wyniku | Rodzaj wyniku | Rodzaj wyniku | Rodzaj wyniku | Sety | Sety | Sety  | Małe punkty | Małe punkty | Małe punkty |
| Lp. | Drużyna                 | Pkt | M     | W     | P     | 3:0           | 3:1           | 3:2           | 2:3           | 1:3           | 0:3           | wyg. | prz. | stos. | zdob.       | str.        | stos.       |
| --- | ----------------------- | --- | ----- | ----- | ----- | ------------- | ------------- | ------------- | ------------- | ------------- | ------------- | ---- | ---- | ----- | ----------- | ----------- | ----------- |
| 1   | BKS Stal Bielsko-Biała  | 29  | 16    | 13    | 3     | 8             | 2             | 3             | 1             | 2             | 0             | 43   | 17   | 2.53  | 1375        | 1122        | 1.23        |
| 2   | Winiary Kalisz          | 28  | 16    | 12    | 4     | 6             | 4             | 2             | 1             | 2             | 1             | 40   | 20   | 2     | 1360        | 1214        | 1.12        |
| 3   | PTPS Nafta Gaz Piła     | 27  | 16    | 11    | 5     | 5             | 4             | 2             | 2             | 1             | 2             | 38   | 23   | 1.65  | 1367        | 1313        | 1.04        |
| 4   | TeleNet Autopart Mielec | 26  | 16    | 10    | 6     | 4             | 4             | 2             | 3             | 1             | 2             | 37   | 26   | 1.42  | 1383        | 1322        | 1.05        |
| 5   | GCB Adriana Bydgoszcz   | 23  | 16    | 7     | 9     | 4             | 1             | 2             | 4             | 2             | 3             | 31   | 32   | 0.97  | 1359        | 1334        | 1.02        |
| 6   | Gwardia Wrocław         | 23  | 16    | 7     | 9     | 2             | 2             | 3             | 1             | 3             | 5             | 26   | 35   | 0.74  | 1298        | 1349        | 0.96        |
| 7   | Muszynianka Muszyna     | 22  | 16    | 6     | 10    | 1             | 3             | 2             | 0             | 4             | 6             | 22   | 37   | 0.59  | 1212        | 1338        | 0.91        |
| 8   | AZS AWF Poznań          | 20  | 16    | 4     | 12    | 2             | 2             | 0             | 4             | 3             | 5             | 23   | 38   | 0.61  | 1237        | 1366        | 0.91        |
| 9   | Energa Gedania Gdańsk   | 18  | 16    | 2     | 14    | 0             | 1             | 1             | 1             | 5             | 8             | 13   | 45   | 0.29  | 1144        | 1377        | 0.83        |

Źródło: http://wyniki.siatka.org/ligi-polskie/2003-2004/seria-a-kobiet/runda-zasadnicza/all
Punktacja: zwycięstwo - 2 pkt; porażka - 1 pkt
Zasady ustalania kolejności: 1. liczba punktów; 2. stosunek setów; 3. stosunek małych punktów; 4. bilans w bezpośrednich meczach
     play-off
     baraż z 2. zespołem serii B

### Play-off

#### Półfinały
(do 2 zwycięstw)
| Data       | Drużyna 1          | Wynik | Drużyna 2          | Sety                              |
| ---------- | ------------------ | ----- | ------------------ | --------------------------------- |
| 14.04.2004 | TeleNet Mielec     | 2:3   | Stal Bielsko-Biała | 19:25, 25:23, 20:25, 25:18, 14:16 |
| 17.04.2004 | Stal Bielsko-Biała | 3:0   | TeleNet Mielec     | 25:20, 25:22, 26:24               |
|            |                    |       |                    |                                   |
| 14.04.2004 | Nafta Gaz Piła     | 3:0   | Winiary Kalisz     | 25:14, 25:23, 26:24               |
| 17.04.2004 | Winiary Kalisz     | 3:0   | Nafta Gaz Piła     | 25:16, 25:20, 25:23               |
| 18.04.2004 | Winiary Kalisz     | 3:1   | Nafta Gaz Piła     | 25:20, 19:25, 25:19, 25:18        |

#### Mecze o 3. miejsce
(do 2 zwycięstw)
| Data       | Drużyna 1      | Wynik | Drużyna 2      | Sety                              |
| ---------- | -------------- | ----- | -------------- | --------------------------------- |
| 21.04.2004 | TeleNet Mielec | 3:0   | Nafta Gaz Piła | 25:22, 25:22, 25:19               |
| 24.04.2004 | Nafta Gaz Piła | 3:2   | TeleNet Mielec | 25:19, 20:25, 28:30, 25:21, 17:15 |
| 25.04.2004 | Nafta Gaz Piła | 2:3   | TeleNet Mielec | 25:22, 17:25, 25:19, 25:27, 12:15 |

#### Finał
(do 2 zwycięstw)
| Data       | Drużyna 1          | Wynik | Drużyna 2          | Sety                              |
| ---------- | ------------------ | ----- | ------------------ | --------------------------------- |
| 21.04.2004 | Winiary Kalisz     | 3:2   | Stal Bielsko-Biała | 20:25, 25:23, 23:25, 25:19, 15:13 |
| 24.04.2004 | Stal Bielsko-Biała | 3:0   | Winiary Kalisz     | 29:27, 25:15, 25:15               |
| 25.04.2004 | Stal Bielsko-Biała | 3:0   | Winiary Kalisz     | 25:21, 27:25, 25:20               |

### Mecze o miejsca 5-8.
(dwumecz)
| Data       | Drużyna 1            | Wynik | Drużyna 2            | Sety                              |
| ---------- | -------------------- | ----- | -------------------- | --------------------------------- |
| 14.04.2004 | Gwardia Wrocław      | 3:2   | Muszynianka Muszyna  | 25:21, 27:25, 24:26, 22:25, 16:14 |
| 17.04.2004 | Muszynianka Muszyna  | 2:3   | Gwardia Wrocław      | 25:20, 22:25, 25:19, 23:25, 5:15  |
|            |                      |       |                      |                                   |
| 14.04.2004 | Adriana GP Bydgoszcz | 3:0   | AZS AWF Poznań       | 25:22, 25:19, 25:11               |
| 17.04.2004 | AZS AWF Poznań       | 1:3   | Adriana GP Bydgoszcz | 18:25, 25:17, 22:25, 21:25        |

#### Mecze o 5. miejsce
(dwumecz)
| Data       | Drużyna 1            | Wynik | Drużyna 2            | Sety                              |
| ---------- | -------------------- | ----- | -------------------- | --------------------------------- |
| 21.04.2004 | Adriana GP Bydgoszcz | 3:0   | Gwardia Wrocław      | 25:23, 25:16, 25:15               |
| 24.04.2004 | Gwardia Wrocław      | 2:3   | Adriana GP Bydgoszcz | 25:14, 25:18, 17:25, 21:25, 13:15 |

#### Mecze o 7. miejsce
(dwumecz)
| Data       | Drużyna 1           | Wynik | Drużyna 2           | Sety                       |
| ---------- | ------------------- | ----- | ------------------- | -------------------------- |
| 21.04.2004 | Muszynianka Muszyna | 1:3   | AZS AWF Poznań      | 16:25, 25:17, 21:25, 20:25 |
| 24.04.2004 | AZS AWF Poznań      | 0:3   | Muszynianka Muszyna | 21:25, 24:26, 19:25        |

#### Baraże
(do 3 zwycięstw)
| Data       | Drużyna 1             | Wynik | Drużyna 2             | Sety                       |
| ---------- | --------------------- | ----- | --------------------- | -------------------------- |
| 02.05.2004 | Energa Gedania Gdańsk | 3:0   | Wisła Kraków          | 25:17, 25:13, 25:15        |
| 03.05.2004 | Energa Gedania Gdańsk | 3:0   | Wisła Kraków          | 25:11, 25:18, 25:6         |
| 09.05.2004 | Wisła Kraków          | 1:3   | Energa Gedania Gdańsk | 27:29, 22:25, 30:28, 17:25 |

## Klasyfikacja końcowa
| Miejsce | Drużyna                  |
| ------- | ------------------------ |
| 1.      | BKS Stal Bielsko-Biała   |
| 2.      | Winiary Kalisz           |
| 3.      | Tele-Net Autopart Mielec |
| 4.      | PTPS Nafta Gaz Piła      |
| 5.      | GCB Adriana Bydgoszcz    |
| 6.      | Gwardia Wrocław          |
| 7.      | Muszynianka Muszyna      |
| 8.      | AZS AWF Poznań           |
| 9.      | Energa Gedania Gdańsk    |

     baraż z 2. zespołem serii B